# Coenonympha nolckeni
Coenonympha nolckeni är en fjärilsart som beskrevs av Nicolas Grigorevich Erschoff 1874. Coenonympha nolckeni ingår i släktet Coenonympha och familjen praktfjärilar. Inga underarter finns listade i Catalogue of Life.